# محمدصادق فاتح
محمدصادق فاتح یزدی (۱۲۷۷–۲۰ مرداد ۱۳۵۳) از بزرگ‌ترین و ثروتمندترین سرمایه‌داران، کارخانه‌داران و کارآفرینان ایران در سال‌های پیش از انقلاب ۵۷ بود. او در  اتاق بازرگانی تهران عضویت داشت. او پدیدآورندهٔ جهانشهر و محله‌های مختلفی در کرج و مؤسس کارخانجات بسیاری چون جهان چیت در گروه صنعتی جهان بود. از او به عنوان بنیان‌گذار کرج نوین نام برده می‌شود. فعالیت‌های او در پنج حوزه اقتصادی، اجتماعی، شهری، خدماتی و زیست‌محیطی قابل توجه است. او در سال ۱۳۵۳ توسط سازمان فدائیان خلق ترور شد. او مؤسس بنیاد خیریه فاتح می‌باشد

البته برخی، به‌خصوص خود کارگران کارخانه معتقدند که او توسط ساواک ترور شده و با همکاری سرمایه‌داران رقیب و خود ساواک، این ترور به گردن چپ‌ها انداخته شد،
به‌خصوص به دلیل اینکه او در درگیری کارگرها با دولت وقت، همیشه طرف کارگرها را گرفت، روایت ترور او توسط چپ‌ها چندان عقلانی به نظر نمیرسد

## زندگی
محمد صادق فاتح یزدی در سال ۱۲۷۷ در یزد متولد شد. او برای تحصیل در رشته مهندسی کشاورزی به کشور هندوستان رفت. مشهور است در حالی که نامزدش رقیه غضنفر که جهان صدایش می‌کردند در یزد منتظر برگشت او بود، به دلیل بیماری همه گیر آبله بینایی خود را از دست می‌دهد. اطرافیان فاتح پس از بازگشتش از هند به او توصیه می‌کنند که از ازدواج با جهان صرف نظر کند، اما او به دلیل عشق و علاقه اش به جهان با او ازدواج می‌کند و این اتفاق مانع عشق آن دو نمی‌شود.
پس از آن که یزد درگیر خشکسالی، قحطی و بیکاری شد، گروه‌هایی از یزدیان برای یافتن مکانی مناسب به جهت اسکان و سرمایه‌گذاری به منطقه کرج مهاجرت نمودند، که حضور برخی سرمایه گزاران نیکوکار همچون فاتح یزدی باعث رونق اقتصاد و بازار کار در کرج پیش از انقلاب می‌شود. او به دلیل عشق به همسرش جهان نام کارخانه‌ها، مؤسسات و باغات خود را جهان می‌نامید.

## دارایی‌ها و اقدامات
وی مالک مجموعه بزرگی از کارخانجات و املاک از جمله کارخانجات روغن جهان، جهان چیت، یخ سازی جهان، پلاستیک سازی آرمه، شرکت آبادانی جهان، پتو بافی جهان، چای جهان، صابون جهان، روغن موتور جهان ،بنیاد خیریه فاتح و تعداد زیاد دیگری از اموال منقول و غیرمنقول بود و با سرمایه‌گذاری در بخش‌ها و صنایع مختلف و ایجاد تعداد زیادی فرصت شغلی نقش بسیار مهمی را در اقتصاد کلان کشور و همچنین در عمران و آبادانی شهر کرج ایفا می‌کرد. بنابر آنچه «کارنامه» نوشته، در سال ۱۳۴۷ تعداد کارگران و کارمندان مجموعه صنعتی و کشاورزی جهان در شهر کرج بالغ بر ۳۰۰۰ نفر بوده است. فعالیت‌های او در کرج تأثیرات مثبت اقتصادی، اجتماعی، ساختار شهری، خدماتی و زیست‌محیطی در شهر داشته است. خیابان شهید بهشتی که الان محدوده هلال احمر تا دارایی می‌باشد از دارایی‌های فاتح بود که برای انجام کارهای تجاری در نظر گفته شده بود. همچنین محمد علی غضنفر در کارخانه‌های چیت جهان، چای جهان و پشم بافی جهان با آقای صادق فاتح شریک بودند که همه بعد از انقلاب مصادره شدند.
وی همچنین بنیان‌گذار تعدادی محله واقع در شهر کرج از جمله جهانشهر، کوی کارمندان شمالی، کوی کارمندان جنوبی و چهارصد دستگاه بود که مقدار زیادی از این زمین‌ها را میان کارگران و کارمندان کارخانه‌ها و شرکت‌های خود تقسیم نموده بود. کارخانجات وی همچون سایر صنایع بزرگ پس از انقلاب توسط بنیاد مستضعفان مصادره شد.

### تأسیس آموزشگاه‌ها
فاتح دبستان فاتح را در سال ۱۳۳۵ و دبستان تعاونی جهان‌چیت را در سال ۱۳۴۳ هر یک با شش کلاس را ساخت. دو دبستان دیگر نیز یکی در تهران و دیگری در مهرآباد مشهد بنا کرد. دو ساختمان پیکار با بی‌سوادی برای کارگران و ساکنان محل هم با حمایت سندیکای کارگری انجام شد. تاثیرگذارترین فعالیت آموزشی او، احداث «آموزشگاه حرفه‌ای فاتح» است که امروز به نام مرکز آموزش فنی و حرفه‌ای شناخته می‌شود. ساخت این آموزشگاه، با توجه به رشد جمعیت و تغییر شیوه معیشت از کشاورزی به صنعت جایگاه ویژه‌ای دارد. این تحولات، در آن سال‌ها به لزوم آموزش‌های تخصصی و فنی برای گروه‌های مختلف مردم دامن‌زده بود و در ارتقا سطح کیفی و دانش فنی اهالی کرج و در سطحی وسیع‌تر، منطقه و ایران مؤثر بوده است و بسیاری از کرجی‌ها از خدمات آموزشی رایگان آن استفاده کرده‌اند.

### دیگر فعالیت‌ها
فاتح فعالیت‌های زیادی در انجام کارهای خیر و عام‌المنفعه داشته و از آن جمله می‌توان به موارد زیر اشاره کرد:
ساخت ورزشگاه و یک باب زورخانه، مرکز فنی حرفه‌ای، سردخانه، بیمارستان، دانشکده اقتصاد، پارک، مدرسه در جهانشهر کرج، ساخت یک واحد خوابگاه به متراژ ۳۴۰۰ متر مربع در کوی دانشگاه در سال ۱۳۴۸، ساخت یک یتیم‌خانه در کرج و موارد دیگری در نقاط مختلف ایران. او هزینه تحصیل فرزندان کارگران را نیز تقبل می‌کرد.

## اعتصاب و کشته شدن کارگران و ترور فاتح
در ۶ اردیبهشت سال ۱۳۵۰، کارگران جهان چیت در اعتراض به دستمزد کم و ساعت کار بالا دست به اعتصاب زدند. پیش از این با پیگیری‌های زیاد، آنها بیمه شده بودند، اما این اعتصاب سه روز به طول انجامید و در نتیجه عدم پاسخ دهی در روز ۸ اردیبهشت ۱۳۵۰، ۲ هزار تن از کارگران جهان چیت در اعتراض به سمت وزارت کار تهران حرکت کردند. این حرکت در فضای سیاسی ابتدای دهه پنجاه و درگیری‌های میان گروه‌های سیاسی مارکسیستی و برخورد امنیتی دولت شکل گرفت. کارگران به کاروانسرای سنگی تهران می‌رسند و در برخورد با نیروهای ژاندارمری تیراندازی صورت می‌گیرد که در نتیجه سه کارگر و به روایت فدائیان خلق ۲۰ نفر کشته و تعدادی زخمی شدند. پس از تیراندازی به کارگران، فاتح حدود دو سال به کارخانه‌اش نمی‌رفت، با اصرار مدیران به کارخانه بازگشت. او که تأسیس واحد صنعتی، مسجد، درمانگاه، مدرسه، خانه‌سازی و توسعه شهری را حاصل تلاش خود در بیش از سه دهه می‌دانست، انتظار چنین حادثه‌ای را در بیرون از محوطه کاری نداشت.
بنابر روایتی چریک‌های فدایی که آن زمان با پیش کشیدن «تضاد کار و سرمایه» علت مشکلات موجود را صاحبان سرمایه می‌دانستند، ترور شخصی مانند فاتح‌یزدی را توجیه می‌کردند. سه سال و سه ماه پس از واقعه کاروان سنگی، در دادگاهی غیابی، فاتح را محکوم به اعدام کردند و در بیستم مرداد سال ۱۳۵۳ هنگامی که مشغول رانندگی به محل کار بود توسط سازمان چریک‌های فدائی خلق زیر پل درحال ساخت ستارخان ترور شد. هنگام رانندگی چند نفر جلوی ماشینش را می‌گیرند و وقتی او شیشه را پایین می‌کشد، اول یک گلوله به راننده و بعد سه گلوله به خودش می‌زنند که همین باعث فوتش می‌شود. گفته می‌شود فدائیان با اجرای ترور فاتح به دنبال تأکید بر اهداف تبلیغی ترور و رابطه آن با جنبش‌های کارگری بودند. فردای روز ترور، چریک‌های فدایی خلق، مسئولیت این عملیات را برعهده گرفته و می‌گویند که این عملیات به تلافی کشته شدن کارگران در کاروانسرای سنگی بوده است، هرچند این موضوع هنوز اثبات نشده.
اولین عکس‌العمل در میان کارگران کارخانه فاتح، حاکی از ابهام زیاد، تأثر، ناراحتی شدید و تنفر از نحوه قتل بود؛ خود کارگران دلیل می‌آوردند که دولت این عمل را انجام داد. پس از ترور فاتح، مدیریت کارخانجات وی منتقل شد و در نهایت پس از انقلاب بنیاد شهید و بنیاد مستضعفان تمام اموال او را مصاده کردند. در نبود مدیریتی صحیح که مانند فاتح یزدی اشراف کامل به مجموعه داشته باشد، کارخانجات وی یکی پس از دیگری ورشکسته شده و در نهایت بسیاری از کارگران این کارخانجات بیکار شدند.
دربارهٔ واقعه ترور فاتح، حسین امیری به پل سر یکی از کوچه‌های چهارصد دستگاه اشاره کرده و می‌گوید: «اینجا قدیم یک پل بود که منافقین حزب خلق، اعلامیه‌هایی زیر آن جاسازی کرده بودند که پس از ترکیدن، کف خیابان پر از اعلامیه شد. آن‌ها در این اعلامیه‌ها ترور او را گردن گرفته بودند.» با همه اینها عده‌ای همچنان مدعی‌اند که این قتل به دستور حکومت وقت صورت گرفته و در ذکر علل آن نیز به درگیری‌های اواخر عمر فاتح با حکومت پهلوی و نیز افزایش قدرت و نفوذش اشاره می‌کنند. سرانجام پیکر او از تهران به کرج آورده شده و بنابر وصیتش، در یکی از باغ‌های جهان‌شهر، در مجاورت درختانی که اغلب بینشان قدم می‌زد به خاک سپرده می‌شود.
غلامحسین ساعدی در شماره هفتم فصلنامه الفبا که پس از مرگ او در پاریس منتشر شد می‌نویسد: 
فتحعلی پناهیان جوان بیست و چند ساله… بچه عجیبی بود، سیانور هم در گوشه زبانش. همان بود که سرمایه‌دار گردن کلفت کرجی [فاتح] را کشت. همان که چای جهان را داشت.

## دارایی‌ها و خدمات[۱۵]

### اقتصادی
- شرکت جهان چیت (عملیات ریسندگی - بافندگی و تکمیل پارچه) به سال ۱۳۳۵ خورشیدی که ۱۵ درصد نساجی ایران را تولید می‌کرد
- شرکت روغن نباتی جهان به سال ۱۳۳۶ خورشیدی
- شرکت یخ سازی جهان به سال ۱۳۴۲
- شرکت روغن موتور جهان به سال ۱۳۴۴
- شرکت پلاستیک سازی آرمه به سال ۱۳۴۷ که به تنهایی یک سوم نیاز پلاستیک ایران را تولید می‌کرد
- شرکت پتوبافی جهان
- شرکت چای جهان
- شرکت صابون سازی جهان
- شرکت آبادانی جهان
- شرکت قند جهان
- شرکت بسته‌بندی جهان
- شرکت پشم بافی جهان
- شرکت دامداری جهان
- کارگاه بافندگی خانوادگی جهان (مخصوص زنان)
- سردخانه میوه جهان با ظرفیت گنجایش ۱۲۰۰ تن محصول
- کارخانه چای رامسر
- احداث ۱۵۰ هکتار باغات میوه (فعالیت در عرصه کشاورزی)
- احداث ۸۰ هکتار جنگل چوب‌های صنعتی
- احداث ۵ حلقه چاه عمیق

### فعالیتهای اجتماعی
- تأسیس ساختمان پیکار با بی سوادی برای آموزش کارگران
- تأسیس آموزشگاه حرفه ای فاتح (تغییر نام به مرکز آموزش فنی و حرفه ای)
- تأسیس بنیاد خیریه فاتح
- تأسیس دبستان فاتح به سال ۱۳۳۵
- تأسیس دبستان تعاونی جهان چیت به سال ۱۳۴۳
- تأسیس دبستان در تهران و مهرآباد مشهد
- تأسیس ورزشگاه مخصوص کارگران
- تأسیس زورخانه فاتح
- تأسیس دانشکده کشاورزی دانشگاه تهران
- تأسیس مرکز اصلاح و بذر و نهال و زمین‌های زراعی کرج
- اهدای زمین و پول برای ساخت بیمارستان شیر و خورشید (مدنی فعلی)
- تأسیس آموزشگاه پرستاری
- تأسیس پرورشگاه برای نگهداری ۲۵۰ کودک در کرج
- اهدای زمین برای قبرستان حاجی‌آباد
- تأسیس یتیم خانه. (پس از ۵۷ مدتی فرمانداری کرج در آنجا مستقر بوده است)
- بر عهده گرفتن هزینه تحصیل فرزندان بسیاری از کارگران

### فعالیت‌های شهری و زیست‌محیطی
- تأسیس کوی جهانشهر که از دو بخش کوی کارمندان شمالی و کوی کارمندان جنوبی تشکیل شده بود.
- تأسیس خانه‌های مشهور به چهارصد دستگاه برای کارگران که واحدهای ۱۲۰ متری آن به قیمت سال‌های ۵۲ و ۵۱ به مبلغ چهار هزار تومان بوده که به صورت اقساط بلندمدت به مبلغ ماهانه صد تومان در اختیار کارگران قرار گرفت.
- تأسیس درمانگاه فاتح (راست روش فعلی) برای کارگران
- تأسیس خوابگاه ۲۴۰۰۰ متری در کوی دانشگاه برای دانشجویان یزدی و مشهدی
- تأسیس مسجد جامع مبله و کف پوش دار برای اهالی و ساکنان ساختمان‌های تازه تأسیس و همچنین مسجد رسول اکرم
- کمک به زلزله زدگان بویین زهرا
- تأسیس کافه جهان
- مجموعه باغ شهر (باغ تنیس)